# Mystacinidae
Famille
Genres de rang inférieur
- Mystacina Gray, 1843
- † Icarops Hand et al.[1], 1998
- † Vulcanops Hand et al.[2], 2018

Les Mystacinidae (mystacinidés en français) forment une famille de chauve-souris généralement rattachées au sous-ordre des Microchiroptera. 
Elles ont été surnommées « chauve-souris à courte queue de Nouvelle-Zélande » à partir des espèces actuelles vivantes endémiques à ce pays, ou « chauve-souris fouisseuses » pour indiquer leur faculté à se nourrir au sol en marchant à quatre pattes et en fouillant sous la litière forestière.
Les mystacinidés sont apparus et ont vécu en Australie de l'Oligocène supérieur au Miocène moyen entre 26 et 12 Ma (millions d'années), et sont présents en Nouvelle-Zélande au moins depuis le Miocène inférieur, il y a environ 20 Ma, jusqu'à nos jours.

## Liste des genres et espèces
- Mystacina Gray, 1843 :
  - Mystacina tuberculata, la petite chauve-souris à queue courte de Nouvelle-Zélande, la seule espèce vivante, endémique à la Nouvelle-Zélande, où elle vit au moins depuis le Pléistocène supérieur[3]  ;
  - Mystacina robusta, la grande chauve-souris à queue courte de Nouvelle-Zélande, qui n'a pas été observée depuis 1965[4],[5] ;
  - † Mystacina miocenalis Hand et al., 2015[6]. Espèce fossile, découverte dans la région d'Otago dans le sud-est de l'île du Sud de Nouvelle-Zélande, dans les sédiments du lagerstätte de Saint Bathans, datés du Burdigalien (Miocène inférieur), soit il y a environ entre 20 et 16 Ma (millions d'années).

- † Icarops Hand et al., 1998, avec trois espèces qui ont vécu en Australie de l'Oligocène supérieur au Miocène inférieur[1] :
  - † Icarops aenae ;
  - † Icarops breviceps ;
  - † Icarops paradox.

- † Vulcanops Hand et al., 2018, représenté par une seule espèce fossile :
  - † Vulcanops jennyworthyae du Miocène inférieur de Nouvelle-Zélande[2],[7].

## Description
Ce sont des chauve-souris singulières, car elles recherchent leur nourriture aussi bien en vol, qu'au sol, en marchant à quatre pattes où elles fouillent sous la litière forestière (d'où leur autre surnom de « chauve-souris fouisseuses »). Leur alimentation est ainsi très diversifiée : insectes, dont des weta, araignées, fruits, fleurs et nectar.
La denture de Vulcanops, très spécialisée, avec de grandes dents, semble indiquer un régime alimentaire différent, plus axé sur les végétaux et sur les petits vertébrés.